# Nationale Arbeitsschutzkonferenz
Die Nationale Arbeitsschutzkonferenz (NAK) ist durch das am 5. November 2008 in Kraft getretene Unfallversicherungsmodernisierungsgesetz (UVMG) eingerichtet worden und setzt sich aus je drei Vertretern des Bundes, der Länder und der Unfallversicherungsträger sowie je aus drei in beratender Funktion von den Spitzenorganisationen der Arbeitgeber und der Arbeitnehmer entsandten Vertretern zusammen. Die Aufgabe der NAK besteht darin die Gemeinsame Deutsche Arbeitsschutzstrategie (GDA) zu entwickeln, steuern und fortzuschreiben. Die konstituierende Sitzung fand am 15. Dezember 2008 statt und beschloss für die Umsetzung ein gemeinsames Arbeitsprogramm zur Prävention von Arbeitsunfällen und berufsbedingten Erkrankungen. 

## Handlungsschwerpunkte
Das Arbeitsprogramm sieht drei Handlungsschwerpunkte vor:
- Verringerung von Häufigkeit und Schwere von Arbeitsunfällen unter Einbeziehung der Verringerung von psychischen Fehlbelastungen und Förderung der systematischen Wahrnehmung des Arbeitsschutzes
- Verringerung von Häufigkeit und Schwere von Muskel-Skelett-Belastungen und -Erkrankungen unter Einbeziehung der Verringerung von psychischen Fehlbelastungen und Förderung der systematischen Wahrnehmung des Arbeitsschutzes in Unternehmen
- Verringerung der Häufigkeit und Schwere von Hauterkrankungen.

Neben dem Arbeitsprogramm 2008 bis 2012 wurden Entscheidungen zur Struktur und Arbeitsweise der NAK beschlossen. 

## Geschäftsstelle der NAK
Bei der Wahrnehmung ihrer Aufgaben wird die NAK organisatorisch und fachliche durch eine permanente Geschäftsstelle unterstützt. Nach einvernehmlicher Abstimmung der Träger der GDA ist die Geschäftsstelle für die NAK dauerhaft bei der Bundesanstalt für Arbeitsschutz und Arbeitsmedizin in Berlin eingerichtet und im Arbeitsschutzgesetz verankert. 
Die Aufgaben der Geschäftsstelle leiten sich aus den Aufgabenkreisen der NAK ab und beinhalten insbesondere die: 
- Aufbereitung von Vorschlägen für Arbeitsschutzziele und Handlungsfelder;
- Herstellung einer Fakten- und Datengrundlage; Verdichtung und Vorbewertung sowie Erstellung von Eckpunkten für Arbeitsprogramme;
- Auswertung der Ergebnisse von Arbeitsprogrammen; Erhebung von Daten zur Evaluierung;
- Vorbereitung, Organisation, Protokollierung der Sitzungen der NAK;
- Koordination der Zusammenarbeit der NAK mit ihren Arbeitskreisen.

## Arbeitsschutzforum
Das Arbeitsschutzforum (ASF) hat die Aufgabe, eine frühzeitige und aktive Teilhabe der sachverständigen Fachöffentlichkeit an der Entwicklung und Fortschreibung der GDA sicherzustellen und die NAK entsprechend zu beraten. Das ASF wurde bereits 2006 eingerichtet und ist seitdem jährlich zusammengekommen, die gesetzliche Grundlage befindet sich im UVMG. Im Arbeitsschutzforum sollen sachverständige Vertreter der Spitzenorganisationen der Arbeitgeber und Arbeitnehmer, der Berufs- und Wirtschaftsverbände, der Wissenschaft, der Kranken- und Rentenversicherungsträger, von Einrichtungen im Bereich Sicherheit und Gesundheit bei der Arbeit sowie von Einrichtungen, die der Förderung der Beschäftigungsfähigkeit dienen teilnehmen.